# Parafia Wniebowzięcia Najświętszej Maryi Panny i św. Tekli w Mninie
Parafia Wniebowzięcia Najświętszej Maryi Panny i św. Tekli w Mninie – jedna z 11 parafii rzymskokatolickich dekanatu radoszyckiego diecezji radomskiej.

## Historia
Dziesięciny z Mnina były przeznaczone na uposażenie katedry gnieźnieńskiej, a potem od 1347 nadane przez arcybiskupa gnieźnieńskiego Jarosława prebendzie św. Jerzego w katedrze krakowskiej. Pierwotny kościół drewniany pw. Wszystkich Świętych, z fundacji dziedziców Mnina, wzniesiony był około 1424 i wtedy prawdopodobnie powstała parafia, a na pewno przed 1500. Kolejny kościół pod tym samym wezwaniem zbudowany został w końcu XVII w. (ok. 1693) i funkcjonował do pierwszej połowy XIX w. W latach 1822–1823 wybudowany kościół murowany pw. św. Tekli, z fundacji Aleksandra Walewskiego i jego żony Tekli, staraniem ówczesnego proboszcza ks. Hilarego Fudalewskiego. Kościół ten poświęcił 23 września 1824 bp Adam Prosper Burzyński. Świątynia ta zaczęła pękać w początkach XX w., dlatego też została rozebrana w 1931. W przewidywaniu likwidacji kościoła wybudowano w 1930 drewnianą kaplicę pw. św. Tekli. Kościół obecny pw. Wniebowzięcia NMP i św. Tekli, według projektu arch. Stanisława Marzyńskiego, zbudowany został w latach 1956–1963 staraniem ks. Stefana Golińskiego, a konsekrowany w 1969 przez bp. Piotra Gołębiowskiego. Kościół jest w stylu neogotyckim, trzynawowym, zbudowany z piaskowca.

## Zasięg parafii
Do parafii należą wierni mieszkający w miejscowościach: Bania, Błagodać, Czerwona Wola, Czerwona Wola-Kolonia, Ewelinów, Hucisko, Huta Jabłonowa, Lasocin, Mnin, Naramów, Pijanów, Rudniki, Skałka, Sęp, Szwedy.

## Proboszczowie
- 1945–1950 – ks. Zacheusz Smolarczyk
- 1950–1954 – ks. Kazimierz Kniedziałkowski
- 1954–1973 – ks. Stefan Goliński
- 1973–1983 – ks. kan. Józef Lipidalski
- 1983–1992 – ks. Jan Grochowski
- 1992–2003 – ks. Bogdan Doliński
- od 2003 – ks. Ireneusz Wiktorowicz